# Le Grand Amour (album)
 (février 2014).
Si vous disposez d'ouvrages ou d'articles de référence ou si vous connaissez des sites web de qualité traitant du thème abordé ici, merci de compléter l'article en donnant les références utiles à sa vérifiabilité et en les liant à la section « Notes et références ».
Pour les articles homonymes, voir Le Grand Amour (homonymie).
Albums de Pascal Obispo
Millésimes
(2013) Billet de femme
(2016)
Singles
1. D'un Avé Maria
Sortie : 6 septembre 2013
2. Arigatô
Sortie : 20 janvier 2014
3. Le Grand Amour
Sortie : 28 avril 2014
4. Un homme est passé
Sortie : 28 juillet 2014
5. Pendant que je chante
Sortie : 16 octobre 2014

Le Grand Amour est le huitième album studio du chanteur français Pascal Obispo sorti le 2 décembre 2013 par Sony Music Entertainment. Le disque s'est vendu à 210 000 exemplaires.

## Liste des chansons
Toute la musique est composée par Pascal Obispo.
| 1.    | Pendant que je chante                           | Lionel Florence  | 3:45 |
| 2.    | D'un Avé Maria                                  | Lionel Florence  | 5:36 |
| 3.    | Un jour (feat. Sam Stone)                       | Pierre Grillet   | 4:09 |
| 4.    | Arigatô                                         | Lionel Florence  | 4:06 |
| 5.    | Le Grand Amour                                  | Lionel Florence  | 3:52 |
| 6.    | Un homme est passé (feat. Élodie Frégé)         | Didier Golemanas | 4:09 |
| 7.    | Quand j'entends la musique (feat. Élodie Frégé) | Lionel Florence  | 5:06 |
| 8.    | Saigne                                          | Lionel Florence  | 3:35 |
| 9.    | Le Lanceur de couteaux                          | Didier Golemanas | 3:48 |
| 10.   | La Rouille                                      | Lionel Florence  | 3:06 |
| 11.   | Villa Saïd                                      | Lionel Florence  | 4:39 |
| 45:51 |                                                 |                  |      |